# Rob Burrow Award

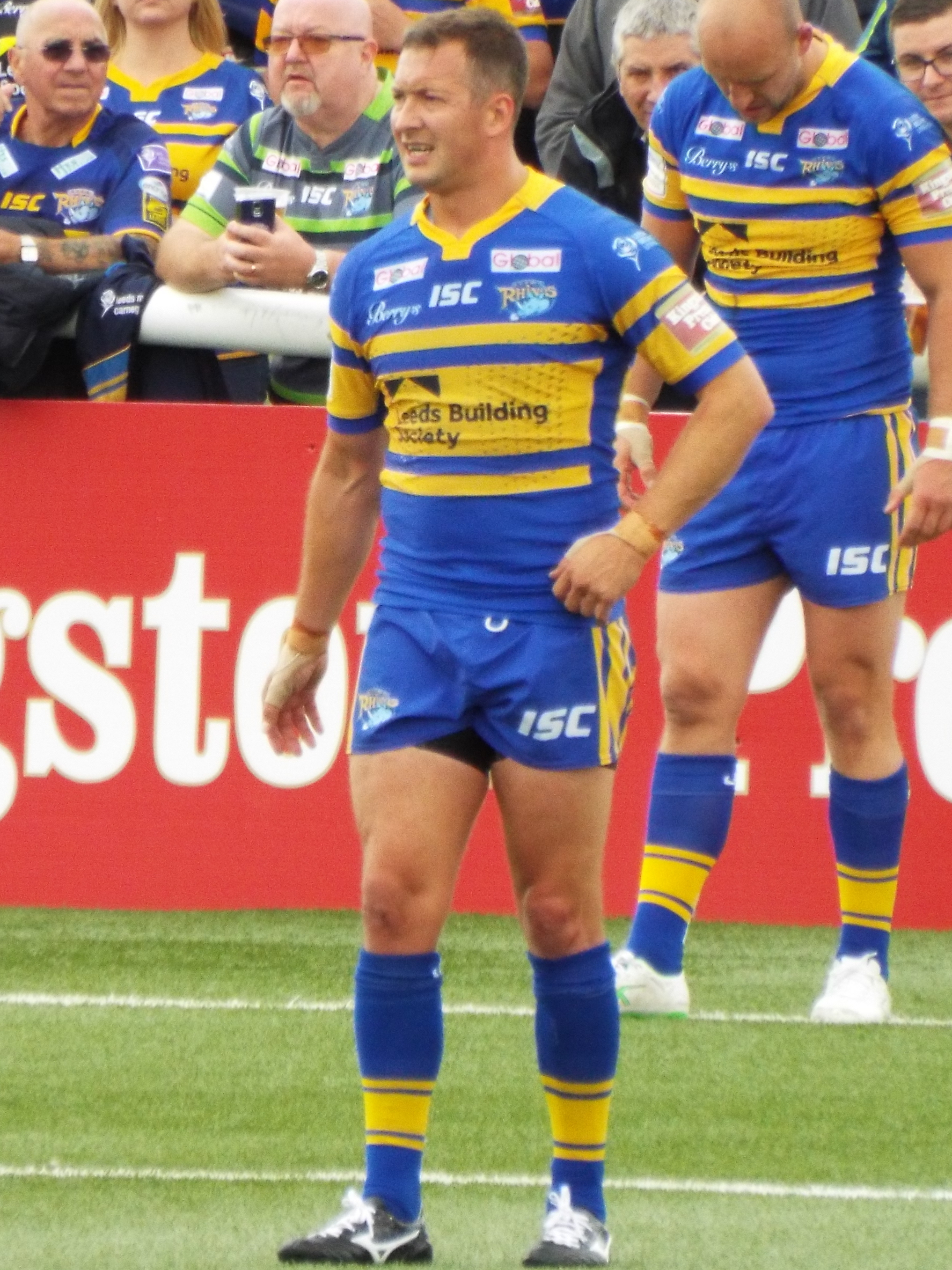
Danny McGuire, lauréat en 2015 et 2017.

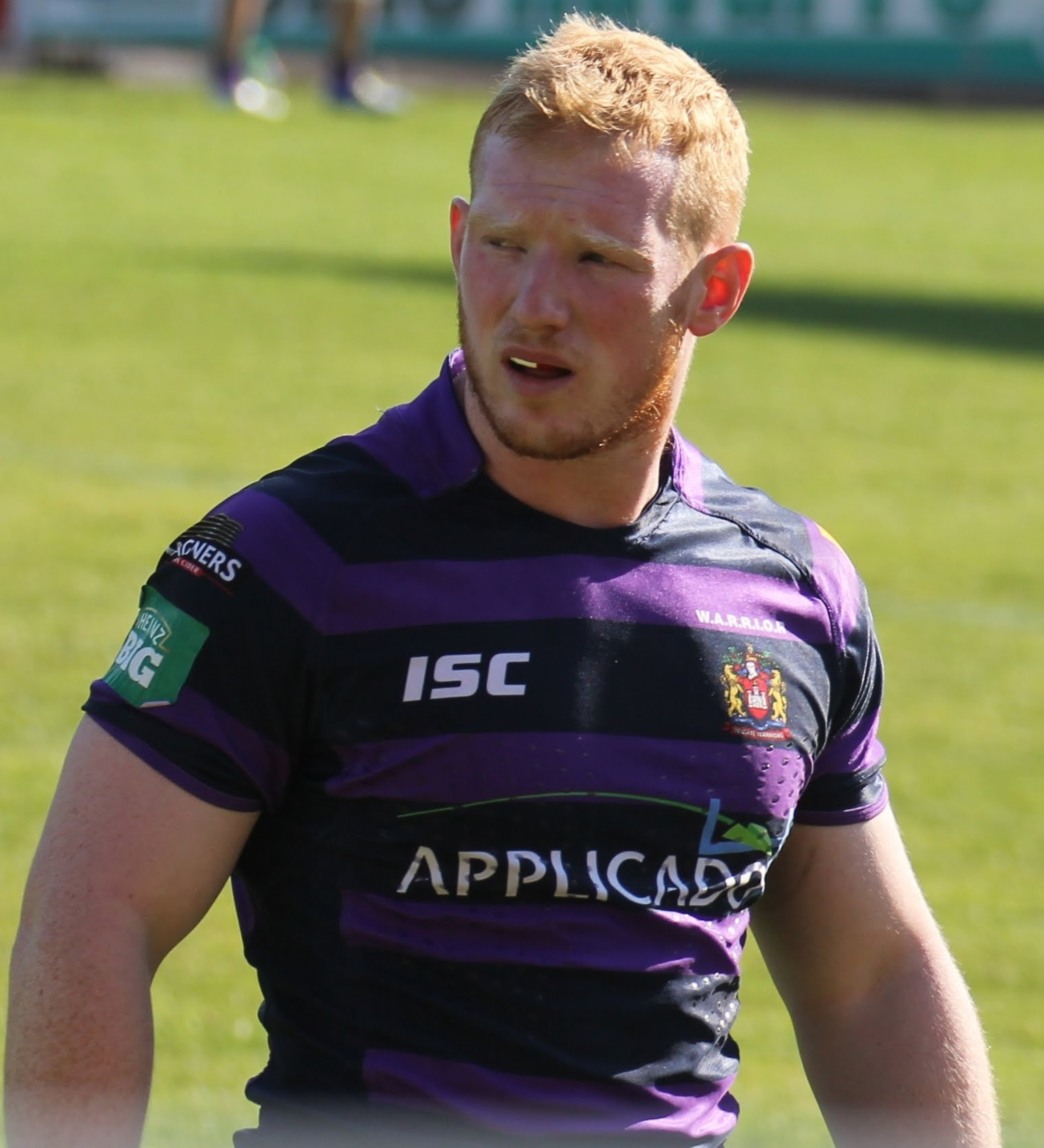
Liam Farrell, lauréat en 2016.

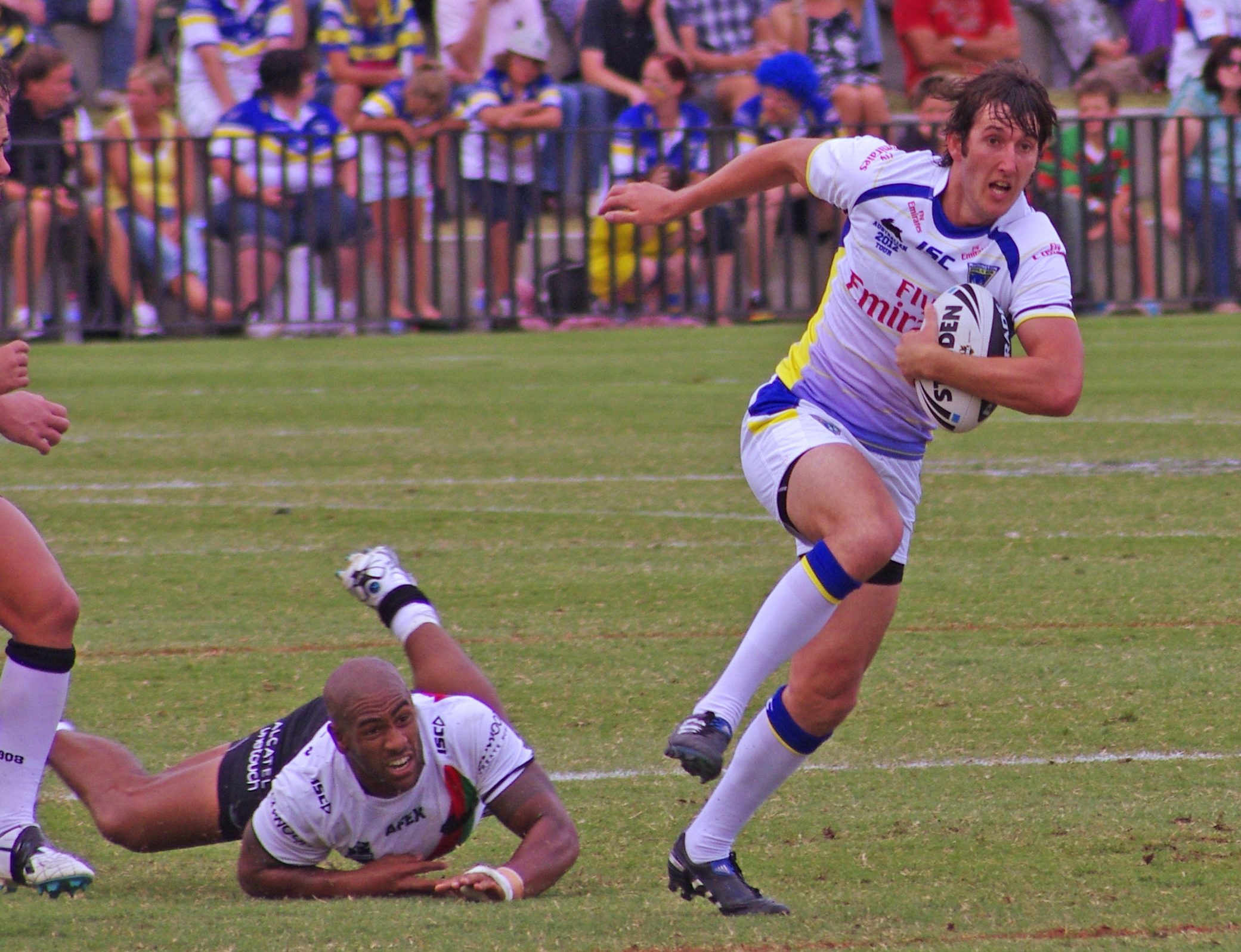
Stefan Ratchford, lauréat en 2018.

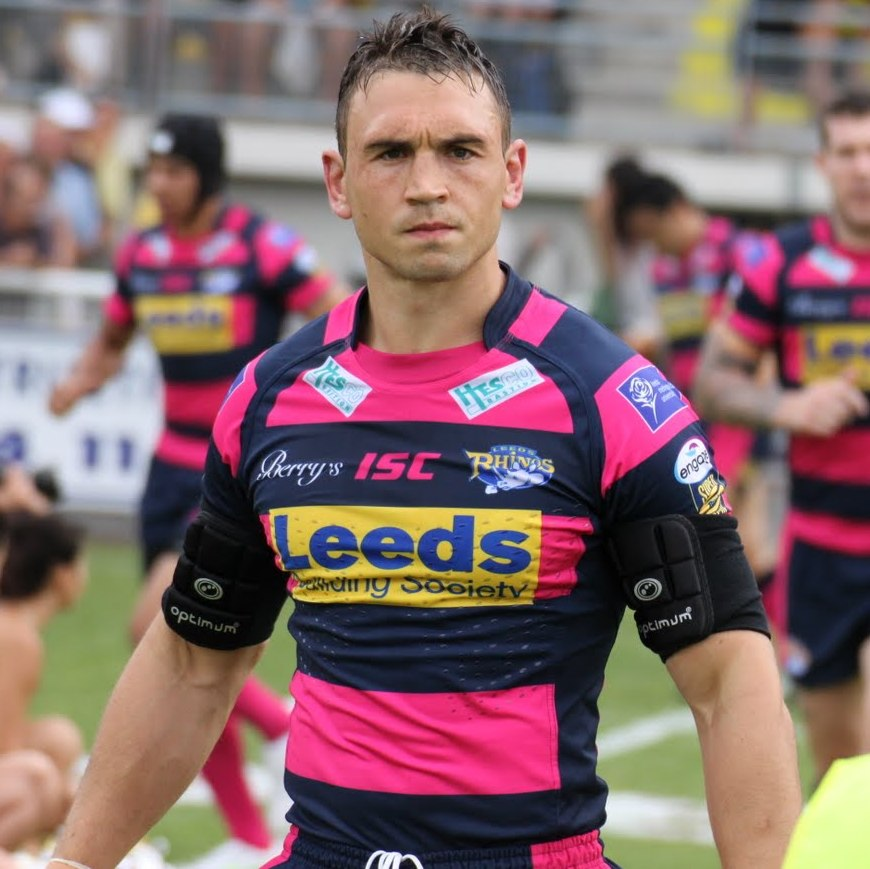
Kevin Sinfield, lauréat en 2009 et 2013.

Le Rob Burrow Award (« Trophée Rob Burrow  »), anciennement Harry Sunderland Trophy (« Trophée Harry Sunderland »), est un prix annuel qui récompense le meilleur joueur de la finale de la Super League (et avant 1996 du Rugby Football League Championship). Ce prix a été créé en 1965 et est attribué par les journalistes regroupés dans la « Rugby League Writers' Association ». Il est nommé en hommage à Harry Sunderland de sa création jusqu'en 2023.
En 2024, le trophée est renommé en hommage à Rob Burrow, ancien demi de mêlée de Leeds, qui a reçu le CBE pour services rendus à la sensibilisation aux maladies neurodégénératives.

## Palmarès
| Année                   | Vainqueur               | Club                    |
| Harry Sunderland Trophy | Harry Sunderland Trophy | Harry Sunderland Trophy |
| ----------------------- | ----------------------- | ----------------------- |
| 1965                    | Terry Fogerty           | Halifax                 |
| 1966                    | Albert Halsall          | St Helens               |
| 1967                    | Ray Owen                | Wakefield               |
| 1968                    | Gary Cooper             | Wakefield               |
| 1969                    | Bev Risman              | Leeds                   |
| 1970                    | Frank Myler             | St Helens               |
| 1971                    | Bill Ashurst            | Wigan                   |
| 1972                    | Terry Clawson           | Leeds                   |
| 1973                    | Mike Stephenson         | Dewsbury                |
| 1974                    | Barry Philbin           | Warrington              |
| 1975                    | Mel Mason               | Leeds                   |
| 1976                    | George Nicholls         | St Helens               |
| 1977                    | Geoff Pimblett          | St Helens               |
| 1978                    | Bob Haigh               | Bradford                |
| 1979                    | Kevin Dick              | Leeds                   |
| 1980                    | Mal Aspey               | Widnes                  |
| 1981                    | Len Casey               | Hull KR                 |
| 1982                    | Mick Burke              | Widnes                  |
| 1983                    | Tony Myler              | Widnes                  |
| 1984                    | John Dorahy             | Hull KR                 |
| 1985                    | Harry Pinner            | St Helens               |
| 1986                    | Les Boyd                | Warrington              |
| 1987                    | Joe Lydon               | Wigan                   |
| 1988                    | David Hulme             | Widnes                  |
| 1989                    | Alan Tait               | Widnes                  |
| 1990                    | Alan Tait               | Widnes                  |
| 1991                    | Greg Mackey             | Hull FC                 |
| 1992                    | Andy Platt              | Wigan                   |
| 1993                    | Chris Joynt             | St Helens               |
| 1994                    | Sam Panapa              | Wigan                   |
| 1995                    | Kris Radlinski          | Wigan                   |
| 1996                    | Andy Farrell            | Wigan                   |
| 1997                    | Andy Farrell            | Wigan                   |
| 1998                    | Jason Robinson          | Wigan                   |
| 1999                    | Henry Paul              | Bradford                |
| 2000                    | Chris Joynt             | St Helens               |
| 2001                    | Michael Withers         | Bradford                |
| 2002                    | Paul Deacon             | Bradford                |
| 2003                    | Stuart Reardon          | Bradford                |
| 2004                    | Matt Diskin             | Leeds                   |
| 2005                    | Leon Pryce              | Bradford                |
| 2006                    | Paul Wellens            | St Helens               |
| 2007                    | Rob Burrow              | Leeds                   |
| 2008                    | Lee Smith               | Leeds                   |
| 2009                    | Kevin Sinfield          | Leeds                   |
| 2010                    | Thomas Leuluai          | Wigan                   |
| 2011                    | Rob Burrow              | Leeds                   |
| 2012                    | Kevin Sinfield          | Leeds                   |
| 2013                    | Blake Green             | Wigan                   |
| 2014                    | James Roby              | St Helens               |
| 2015                    | Danny McGuire           | Leeds                   |
| 2016                    | Liam Farrell            | Wigan                   |
| 2017                    | Danny McGuire           | Leeds                   |
| 2018                    | Stefan Ratchford        | Warrington              |
| 2019                    | Luke Thompson           | St Helens               |
| 2020                    | James Roby              | St Helens               |
| 2021                    | Kevin Naiqama           | St Helens               |
| 2022                    | Jonathan Lomax          | St Helens               |
| 2023                    | Jacob Wardle            | Wigan                   |
| Rob Burrow Award        |                         |                         |
| 2024                    | Bevan French            | Wigan                   |